# Dryops similaris
Dryops similaris är en skalbaggsart som beskrevs av Bollow 1936. Dryops similaris ingår i släktet Dryops, och familjen öronbaggar. Arten är reproducerande i Sverige.